# Sinfonia n.º 9 (Beethoven)
A  Sinfonia n.° 9 em ré menor, op. 125, Coral, é a última sinfonia completa composta por Ludwig van Beethoven. Completada em 1824, a sinfonia coral mais conhecida como Nona Sinfonia ou ainda, A Nona, é uma das obras mais conhecidas do repertório ocidental, considerada tanto ícone quanto predecessora da música romântica, e uma das grandes obras-primas de Beethoven.
A nona sinfonia de Beethoven incorpora parte do poema An die Freude ("À Alegria"), uma ode escrita por Friedrich Schiller, com o texto cantado por solistas e um coro em seu último movimento. Foi o primeiro exemplo de um compositor importante que tenha utilizado a voz humana com o mesmo destaque que a dos instrumentos numa sinfonia, criando, assim, uma obra de grande alcance, que deu o tom para a forma sinfônica que viria a ser adotada pelos compositores românticos.
A sinfonia n.° 9 tem um papel cultural de extrema relevância no mundo atual. Em especial, a música do último movimento, chamado informalmente de "Ode à Alegria", foi rearranjada por Herbert von Karajan para se tornar o hino da União Europeia. Outra prova de sua importância na cultura atual foi o valor de 3,3 milhões de dólares atingido pela venda de um dos seus manuscritos originais, feita em 2003 pela Sotheby's, de Londres. Segundo o chefe do departamento de manuscritos da Sotheby's à época, Stephen Roe, a sinfonia "é um dos maiores feitos do homem, ao lado do Hamlet e do Rei Lear de Shakespeare".
Foi apresentada pela primeira vez em 7 de maio de 1824, no Kärntnertortheater, em Viena, na Áustria. O regente foi Michael Umlauf, diretor musical do teatro, e Beethoven — dissuadido da regência pelo estágio avançado de sua surdez — teve direito a um lugar especial no palco, junto ao maestro.

## História

### Composição

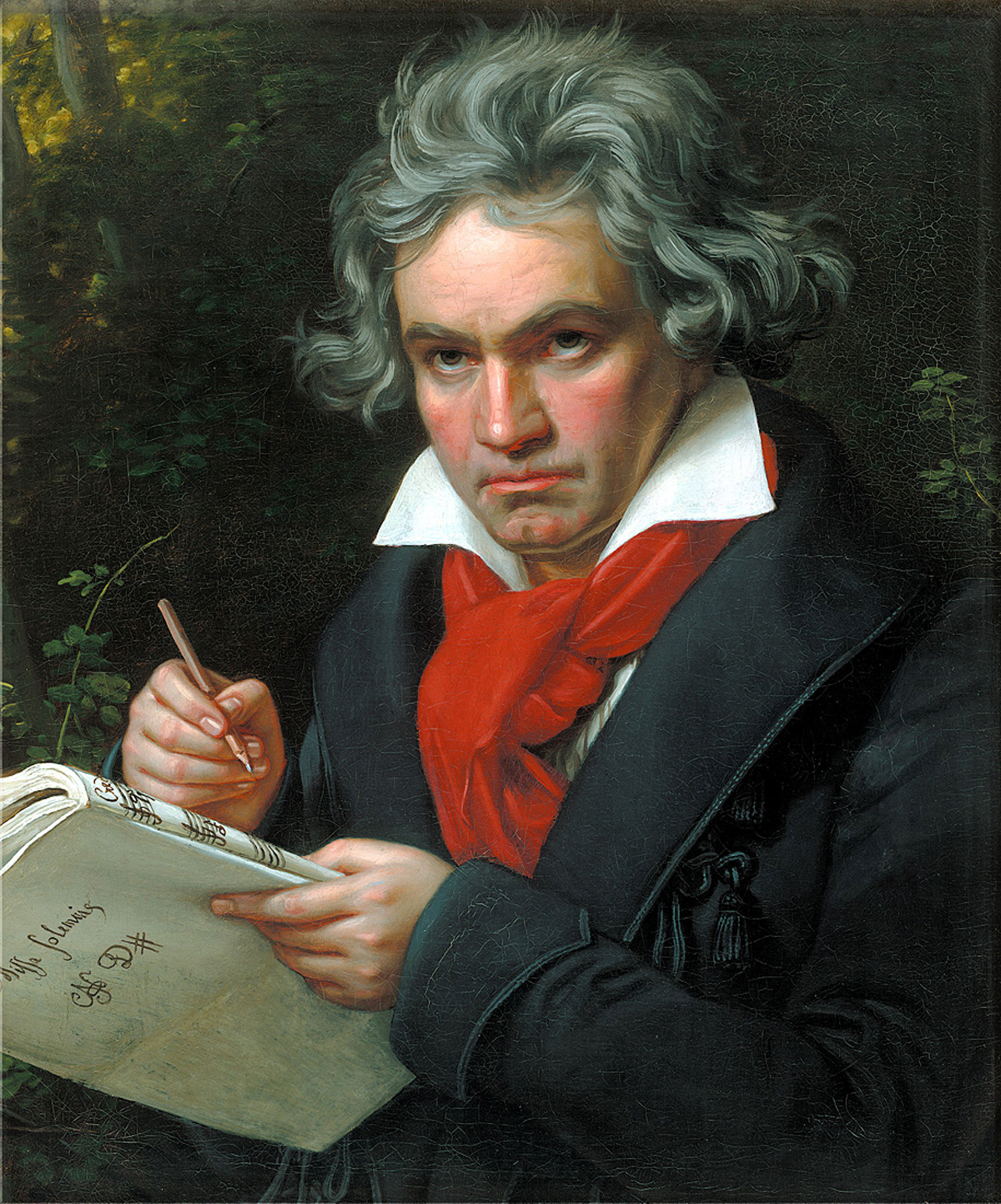
Ludwig van Beethoven estava quase totalmente surdo quando compôs a sua nona sinfonia.

A Philharmonic Society of London ("Sociedade Filarmônica de Londres"), atual Royal Philharmonic Society (Sociedade Filarmônica Real), comissionou originalmente a obra, em 1817. Beethoven começou a trabalhar nela no ano seguinte, e a terminou no início de 1824, doze anos depois de sua sinfonia anterior. Seu interesse pela Ode à Alegria, no entanto, se iniciou com suas inúmeras tentativas de musicar o poema, ocorridas desde 1793.
A melodia principal e comumente conhecida desta sinfonia aparece em destaque no quarto andamento no compasso 92, tocada, na dinâmica em piano, unicamente pelos violoncelos e contrabaixos na agógica de «Allegro assai». Não deixa de ser curioso que, se ouvirmos com muita atenção, a peça religiosa de Wolfgang Amadeus Mozart intitulada «Ofertório ‘Misericordias Domini’», em ré menor (K.222), datada de 1775, verificamos, para espanto, que existem na Nona Sinfonia de Beethoven algumas ressonâncias desta peça musical, tanto na melodia como até na tonalidade.
A introdução para a parte vocal da sinfonia causou diversas dificuldades para Beethoven. Foi a primeira vez que se tentava utilizar uma componente vocal numa sinfonia. Anton Schindler, célebre amigo de Beethoven, disse posteriormente: "quando ele começou a trabalhar no quarto movimento, a batalha recomeçou, mais intensa do que nunca. Sua meta era a de encontrar uma maneira apropriada de introduzir a ode de Schiller. Um dia ele [Beethoven] entrou na sala gritando: 'Consegui, consegui!' E então me mostrou um caderno com as palavras 'cantemos a ode do imortal Schiller'". No entanto, esta introdução acabou nunca chegando à obra final, e Beethoven ainda passou muito tempo reescrevendo aquela parte até que ela atingisse a forma conhecida atualmente.

### Estreia
Beethoven estava ansioso para ver sua obra executada em Berlim o mais rápido possível após terminá-la. Acreditava que o gosto musical de Viena estivesse dominado por compositores italianos como Gioacchino Rossini. Quando seus amigos e patronos ouviram isso, insistiram para que ele estreasse a sinfonia em Viena.
A Nona Sinfonia foi executada pela primeira vez no dia 7 de maio de 1824, no Kärntnertortheater, juntamente com a abertura Die Weihe des Hauses ("A Consagração da Casa") e as primeiras três partes da Missa Solene. Esta era a primeira aparição do compositor sobre um palco em doze anos; a casa estava cheia. As partes para soprano e contralto da sinfonia foram executadas por duas jovens e famosas cantoras da época, Henriette Sontag e Caroline Unger.
Embora a performance tenha sido regida oficialmente por Michael Umlauf, mestre de capela do teatro, Beethoven dividiu o palco com ele. Dois anos antes, Umlauf havia presenciado a tentativa do compositor de reger um ensaio de sua ópera, Fidelio, que terminou em desastre, e desta vez pediu aos cantores e músicos que ignorassem Beethoven, então já totalmente surdo. No início de cada parte, Beethoven, sentado ao palco, dava indicações de tempo, virando as páginas de sua partitura e dando marcações a uma orquestra que não podia ouvir. O violista Josef Böhm escreveu: "o próprio Beethoven regeu a peça; isto é, ele ficou diante do atril e gesticulou furiosamente. Em certos momentos se erguia, noutros se encolhia no solo, e se movimentava como se quisesse tocar ele mesmo todos os instrumentos e cantar por todo o coro. Todos os músicos não prestaram atenção ao seu ritmo enquanto tocavam."
Alguns relatos de testemunhas sugerem que a execução da sinfonia na noite de estreia teria sido pouco apurada, devido ao pouco número de ensaios que haviam sido realizados (apenas dois com a orquestra inteira). Por outro lado, foi um grande sucesso. Enquanto a plateia aplaudia - os testemunhos não deixam claro se isto teria ocorrido no final do scherzo ou da sinfonia - Beethoven, que, em sua "regência", ainda estava atrasado em diversos compassos em relação à música que havia acabado de ser executada, continuava a reger, acompanhando a partitura. Então, a contralto Caroline Unger teria-se dirigido a ele e teria-o virado em direção ao público, para aceitar suas exortações e aplausos. De acordo com um dos presentes, "o público recebeu o herói musical com o mais absoluto respeito e simpatia, e ouviu às suas criações maravilhosas, gigantescas, com a mais concentrada das atenções, irrompendo em jubilantes aplausos, frequentemente durante os movimentos, e, repetidamente, ao fim de cada um." Toda a plateia o aplaudiu de pé por diversas vezes; lenços foram erguidos ao ar, assim como chapéus e mãos, para que Beethoven, que não podia ouvir o aplauso, pudesse ao menos vê-lo. Beethoven deixou o concerto extremamente comovido.

### Edições
A edição da Breitkopf & Härtel data de 1864, e vem sendo amplamente utilizada pela maioria das orquestras. Em 1997, a editora Bärenreiter publicou uma edição do musicólogo Jonathan Del Mar. De acordo com Del Mar, esta edição corrigia os quase 3 000 erros na edição da Breitkopf, alguns dos quais eram notórios. Outro importante musicólogo, no entanto, David Levy, criticou esta edição, afirmando que ela poderia criar tradições "muito provavelmente falsas". A Breitkopf também publicou uma nova edição, de autoria de Peter Hauschild, em 2005.
Enquanto diversas das modificações presentes nas edições mais novas contêm pequenas alterações na dinâmica e articulação, as duas edições apresentam uma grande mudança no trecho orquestral que leva à afirmação final do tema coral, no quarto movimento (IV: m525-m542). As versões mais novas alteram a articulação dos toques dos metais, criando uma síncope que não se relaciona mais com o motivo anterior. As novas edições da Breitkopf & Härtel e da Bärenreiter apresentam alterações diferentes neste trecho, com um resultado que também é significativamente diferente da versão anteriormente aceita, baseada na edição de 1864 da Breitkopf. Enquanto as duas editoras consideram as suas edições como as versões mais precisas disponíveis, suas conclusões não são aceitas universalmente.

## Orquestração

Página do manuscrito original de Beethoven.

A sinfonia foi orquestrada para piccolo (apenas no quarto movimento), duas flautas, dois oboés, dois clarinetes em lá, si bemol e dó, dois fagotes, contrafagote (apenas no quarto movimento), duas trompas (primeiro e segundo movimentos) em ré e si bemol, duas trompas (terceiro e quarto movimentos) em si bemol (baixo), si bemol e mi bemol, dois trompetes em ré e si bemol, três trombones (alto, tenor e baixo, apenas no segundo e quarto movimento), tímpanos, triângulo (apenas no quarto movimento), pratos (apenas no quarto movimento), bombo (apenas no quarto movimento), e cordas.
As partes vocais consistem de quatro solistas (soprano, contralto, tenor e barítono), além dum coro, dividido igualmente em quatro partes (soprano, contralto, tenor - subdividido ocasionalmente em tenor I e tenor II - e baixo).

## Estrutura
A sinfonia está estruturada em quatro movimentos, marcados como:
1. Allegro ma non troppo, un poco maestoso;
2. Scherzo: Molto vivace - Presto;
3. Adagio molto e cantabile - Andante Moderato - Tempo I - Andante Moderato - Adagio - Lo Stesso Tempo;
4. Recitativo: (Presto – Allegro ma non troppo – Vivace – Adagio cantabile – Allegro assai – Presto: O Freunde) – Allegro assai: Freude, schöner Götterfunken – Alla marcia – Allegro assai vivace: Froh, wie seine Sonnen – Andante maestoso: Seid umschlungen, Millionen! – Adagio ma non troppo, ma divoto: Ihr, stürzt nieder – Allegro energico, sempre ben marcato: (Freude, schöner Götterfunken – Seid umschlungen, Millionen!) – Allegro ma non tanto: Freude, Tochter aus Elysium! – Prestissimo: Seid umschlungen, Millionen!

Beethoven mudou o padrão costumeiro das sinfonias clássicas, ao colocar o scherzo antes do movimento lento. Esta foi a primeira vez que ele fez isso numa sinfonia, embora tivesse feito o mesmo em outros tipos de composições, como os quartetos op. 18 números 4 e 5, o trio para piano "Arquiduque" op. 97, e a sonata para piano op. 106 "Hammerklavier").

## Ode an die Freude / Hino à Alegria
| Letra da 9ª Sinfonia de Beethoven em alemão | Letra da 9ª Sinfonia de Beethoven em português numa tradução mais literal | Letra da 9ª Sinfonia de Beethoven em português numa tradução menos literal, mantendo a métrica e a rima do poema original |
| --- | --- | --- |
| Baixo O Freunde, nicht diese Töne! Sondern laßt uns angenehmere anstimmen und freudenvollere. Freude! Freude! Baixo. Quarteto e coro Freude, schöner Götterfunken Tochter aus Elysium, Wir betreten feuertrunken, Himmlische, dein Heiligtum! Deine Zauber binden wieder Was die Mode streng geteilt; Alle Menschen werden Brüder, Wo dein sanfter Flügel weilt. Wem der große Wurf gelungen, Eines Freundes Freund zu sein; Wer ein holdes Weib errungen, Mische seinen Jubel ein! Ja, wer auch nur eine Seele Sein nennt auf dem Erdenrund! Und wer's nie gekonnt, der stehle Weinend sich aus diesem Bund! Freude trinken alle Wesen An den Brüsten der Natur; Alle Guten, alle Bösen Folgen ihrer Rosenspur. Küsse gab sie uns und Reben, Einen Freund, geprüft im Tod; Wollust ward dem Wurm gegeben, Und der Cherub steht vor Gott. Tenor e coro Froh, wie seine Sonnen fliegen Durch des Himmels prächt'gen Plan, Laufet, Brüder, eure Bahn, Freudig, wie ein Held zum Siegen. Coro Seid umschlungen, Millionen! Diesen Kuß der ganzen Welt! Brüder, über'm Sternenzelt Muß ein lieber Vater wohnen. Ihr stürzt nieder, Millionen? Ahnest du den Schöpfer, Welt? Such' ihn über'm Sternenzelt! Über Sternen muß er wohnen. | Baixo Ó, amigos, não nesse tom! Em vez disso, cantemos algo mais delicioso cantar e sons alegres Alegre! Alegre! Baixo. Quarteto e coro Alegria, formosa centelha divina, Filha do Elíseo, Ébrios de fogo entramos Em teu santuário celeste! Tua magia volta a unir O que o costume rigorosamente dividiu. Todos os homens se irmanam Ali onde teu doce voo se detém. Quem já conseguiu o maior tesouro De ser o amigo de um amigo; Quem já conquistou uma mulher amável Rejubile-se conosco! Sim, mesmo que ele chama de uma alma Sua própria alma em todo o mundo! Mas aquele que falhou nisso Que fique chorando sozinho! Alegria bebem todos os seres No seio da Natureza; Todos os bons, todos os maus, Seguem seu rastro de rosas. Ela nos deu beijos e vinho e Um amigo leal até a morte; Deu força para a vida aos mais humildes E ao querubim que se ergue diante de Deus! Tenor e coro Alegremente, como seus sóis voem Através do esplêndido espaço celeste Se expressem, irmãos, em seus caminhos, Alegremente como o herói diante da vitória. Coro Abracem-se milhões! Enviem este beijo para todo o mundo! Irmãos, além do céu estrelado Mora um Pai Amado. Milhões, vocês estão ajoelhados diante Dele? Mundo, você percebe seu Criador? Procure-o mais acima do Céu estrelado! Sobre as estrelas onde Ele mora! | Baixo Ó, amigos, não nesse tom! Em vez disso, cantemos algo mais delicioso cantar e sons alegres Alegre! Alegre! Baixo. Quarteto e coro Oh Alegria, sois Divina filha de Elísio tornais ébria a Poesia inspirais Dionísio Nem costumes ou tradição vos reduzem o Encanto criais-nos um mundo irmão insuflais o nosso Canto Feliz de quem alcançou ser-se amigo de um amigo Quem doce dama ganhou jubile-se comigo Quem um só ente conquistou seja citado no mundo mas se na Alegria falhou ficai só moribundo! Alegria bebem todos os seres No seio da Natureza; Todos os bons, todos os maus, Seguem seu rastro de rosas. Ela nos deu beijos e vinho e Um amigo leal até a morte; Deu força para a vida aos mais humildes E ao querubim que se ergue diante de Deus! Tenor e coro Alegremente, como seus sóis voem Através do esplêndido espaço celeste Se expressem, irmãos, em seus caminhos, Alegremente como o herói diante da vitória. Coro Abracem-se milhões! Enviem este beijo para todo o mundo! Irmãos, além do céu estrelado Mora um Pai Amado. Milhões, vocês estão ajoelhados diante Dele? Mundo, você percebe seu Criador? Procure-o mais acima do Céu estrelado! Sobre as estrelas onde Ele mora! |